# Spilosoma suffusa
Spilosoma suffusa là một loài bướm đêm thuộc phân họ Arctiinae, họ Erebidae.